# تئورا
تئورا (به ایتالیایی: Teora) یک کومونه در ایتالیا است که در استان آولینو واقع شده‌است. تئورا ۲۳ کیلومتر مربع مساحت و ۱٬۵۷۳ نفر جمعیت دارد و ۶۶۰ متر بالاتر از سطح دریا واقع شده‌است.